# Amos i Andrew
Amos i Andrew – amerykańska komedia kryminalna z 1993 roku.

## Główne role
- Samuel L. Jackson – Andrew Sterling
- Michael Lerner – Phil Gillman
- Margaret Colin – Judy Gillman
- Nicolas Cage – Amos Odell
- Dabney Coleman – Szef policji Cecil Tolliver
- Brad Dourif – Oficer Donnie Donaldson
- Chelcie Ross – Zastępca Earl
- I.M. Hobson – Waldo Lake
- Jeff Blumenkrantz – Ernie, operator kamery
- Todd Weeks – Zastępca Stan
- Jordan Lund – Zastępca Riley
- Jodi Long – Wendy Wong

## Opis fabuły
Andrew Starling, czarnoskóry naukowiec, wprowadza się do domu na wyspie Watauga. Robi to nocą, co powoduje, że sąsiedzi biorą go za włamywacza. Państwo Gillmanowie zawiadamiają policję. Ci otaczają budynek. Uwięziony Starling wzywa pomocy. Kiedy szef policji orientuje się, że zaszła pomyłka postanawia do domu Starlinga wprowadzić prawdziwego włamywacza, Amosa Odella.